# پل هیو امت
پل هیو امت (انگلیسی: Paul Hugh Emmett؛ ۲۲ سپتامبر ۱۹۰۰ – ۲۲ آوریل ۱۹۸۵) یک شیمی‌دان، و مهندس اهل ایالات متحده آمریکا بود.